# Třetí cesta (Izrael)
Třetí cesta (hebrejsky הדרך השלישית‎, ha-Derech ha-šlišit) byla v 90. letech 20. století izraelská politická strana.

## Pozadí
Strana byla založena v roce 1996 před koncem funkčního období 13. Knesetu poslanci Avigdorem Kahalanim a Emanu'elem Zismanem, kteří odešli ze Strany práce. Kahalani a Zisman nesouhlasili s ochotou strany vůči stažení se z Golanských výšin výměnou za mír se Sýrií.
Ve volbách do Knesetu v roce 1996 získala strana 96 457 hlasů, čemuž odpovídaly čtyři poslanecké mandáty. Kahalaniho a Zismana tak v Knesetu doplnili Jehuda Har'el a Alexander Lubocky. Strana se stala součástí Netanjahuovy vládní koalice a Kahalani byl jmenován ministrem vnitra. Během funkčního období Knesetu stranu opustil Zisman a stal se nezávislým.
Ve volbách do Knesetu v roce 1999 strana utrpěla masivní propad podpory, když získala pouhých 26 290 hlasů (0,7 %) a nedostala se tak přes 1,5% volební práh. Po tomto neúspěchu se strana rozpadla.